# Dilodendron
Dilodendron es un género con tres especies de plantas fanerógamas perteneciente a la familia Sapindaceae. Comprende 6 especies descritas y de estas, solo 3 aceptadas.

## Descripción
Son árboles grandes que alcanzan un tamaño de hasta 40 m de alto, los troncos hasta 1 m de diámetro o más; con tallos teretes, pilosos a glabros, conspicuamente lenticelados; plantas dioicas. Hojas bipinnadas, 30–79 cm de largo, pinnas alternas a subopuestas, de 7–14 cm de largo, caducas, raquis puberulento; folíolos numerosos, oblongos, 10–40 mm de largo y 6–12 mm de ancho, redondeados a agudos en el ápice, inequiláteralmente agudos en la base, márgenes serrados a crenados, glabros, lustrosos, nervios reticulados ligeramente prominentes. Tirsos en las axilas superiores, 8–18 cm de largo, pedicelos hasta 1.5 cm de largo, flores verdosas; cáliz 5-lobado, rotáceo, pubescente; pétalos ausentes; estambres 6–8, 3 mm de largo, filamentos glabros o casi así, exertos; disco grueso, tomentoso, no lobado. Cápsula ovoide a globosa, 2.5–3 cm de diámetro, 2–3-lobada, 2–3-locular, glabra por fuera, tomentosa por dentro, rojiza; semillas 15–18 mm de largo, negras, lustrosas, con arilo blanco en la base.

## Taxonomía
El género fue descrito por Ludwig Adolph Timotheus Radlkofer y publicado en Sitzungsberichte der Mathematisch-Physikalischen Classe (Klasse) der K. B. Akademie der Wissenschaften zu München 8(3): 357. 1878. La especie tipo es: Dilodendron bipinnatum Radlk.

## Especies aceptadas
A continuación se brinda un listado de las especies del género Dilodendron aceptadas hasta marzo de 2015, ordenadas alfabéticamente. Para cada una se indica el nombre binomial seguido del autor, abreviado según las convenciones y usos.	 
- Dilodendron bipinnatum Radlk.
- Dilodendron costaricense
- Dilodendron elegans